# Cynometra ankaranensis
Cynometra ankaranensis là một loài thực vật có hoa trong họ Đậu. Loài này được Du Puy & R.Rabev. miêu tả khoa học đầu tiên.